# Platygyra ryukyuensis
Espèce
Statut CITES
Platygyra ryukyuensis est une espèce de coraux appartenant à la famille des Merulinidae ou la famille Faviidae.